# Anopyxis
- Commons
- Wikispecies

Anopyxis  é um género botânico pertencente à família Rhizophoraceae.

## Espécies
- Anopyxis ealaensis
- Anopyxis klaineana
- Anopyxis occidentalis